# Turmhügel Göttersdorf
Der Turmhügel Göttersdorf liegt in Göttersdorf, einem Gemeindeteil der niederbayerischen Stadt Osterhofen im Landkreis Deggendorf.
Der Turmhügel (Motte) liegt unmittelbar nordöstlich der Vils, sein Areal wird heute von der östlich davon liegenden Schloßbergstraße begrenzt; das Areal ist heute durch Wohnbauten überbaut. Über der frühmittelalterlichen Motte wurde ab 1681 das Schloss Göttersdorf errichtet.
Die Anlage wird als Bodendenkmal unter der Aktennummer D-2-7343-0212 im Bayernatlas als „untertägige mittelalterliche und frühneuzeitliche Befunde im Bereich des ehem. Schlosses Göttersdorf und der Schloss- bzw. Burgkapelle St. Georg“ geführt.

## Beschreibung
Der auf das späte 11. Jahrhundert hinweisende Turmhügel erhebt sich an dem nordöstlichen Ufer der Vils als steil geböschter Kegel von bis zu 7 m Höhe. Das obere Plateau weist eine Trapezform auf mit Seitenlängen von 40 m im Norden, 30 m im Osten und Westen und 25 m im Süden. Früher war der Burgplatz von einem breiten Ringgraben umgeben, der im Westen gegen eine nach Osten vorspringende Schleife der alten Vils geöffnet war und von dort her mit Wasser gespeist wurde. Spuren dieses Grabens sind eine noch nördlich auszumachende Bodensenke. Der Burggraben wurde im 19. Jahrhundert aufgefüllt und bildet heute zur Vils hin eine Streuobstwiese.

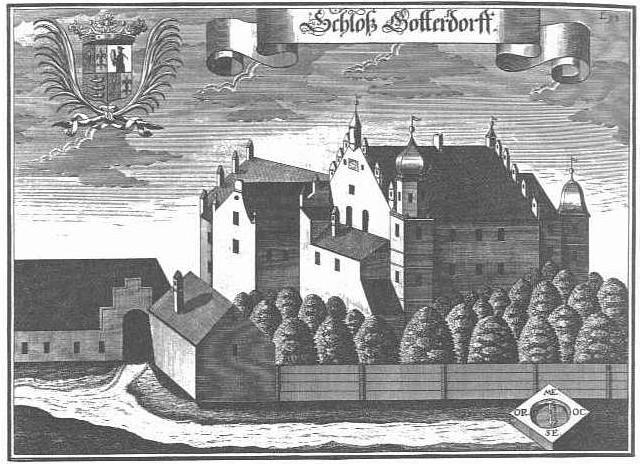
Schloss Göttersdorf nach einem Stich von Michael Wening (1720)

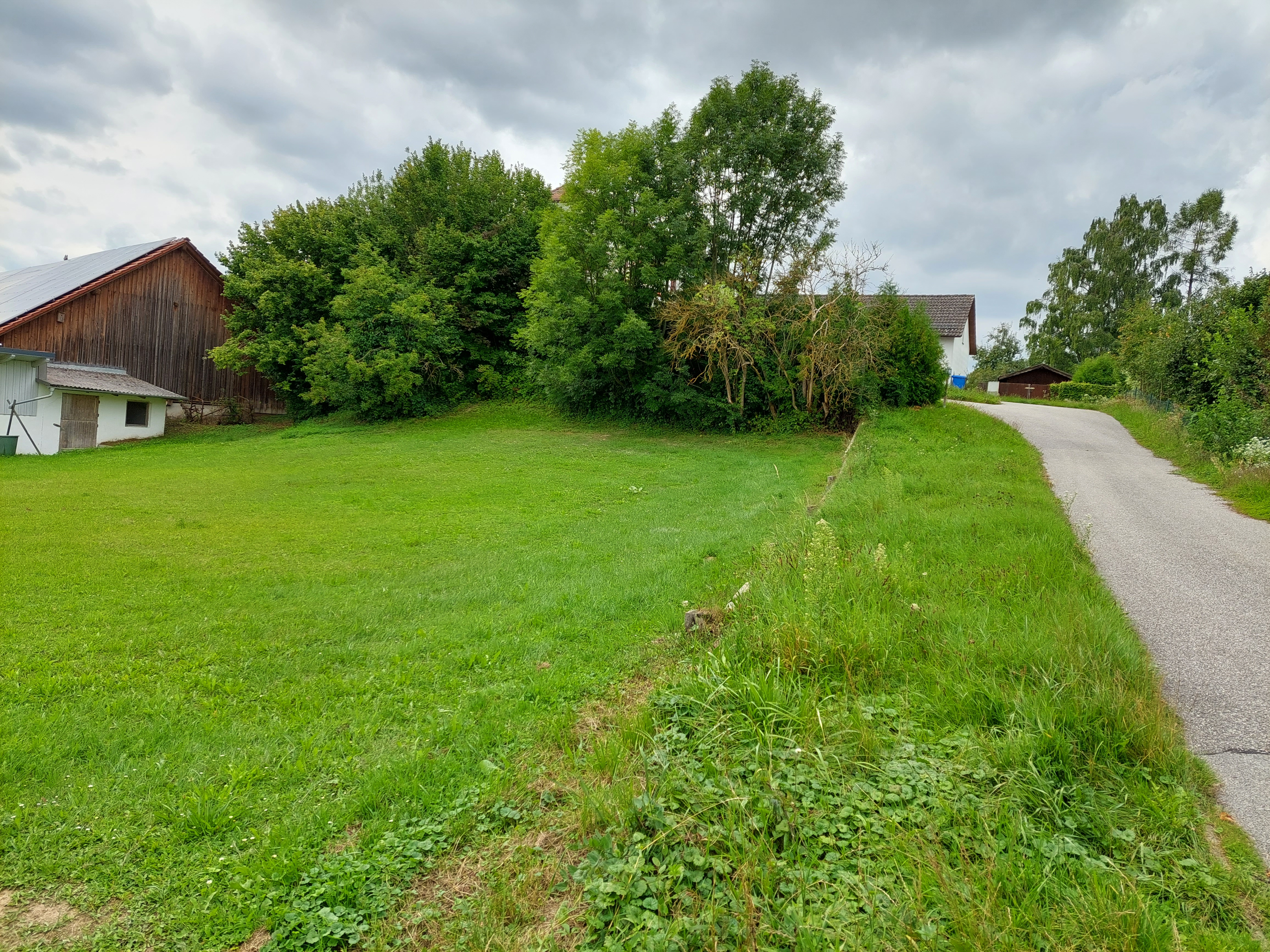
Turmhügel Göttersdorf (2021)

### Schloss Göttersdorf
Ab 1681 wurde unter den Fuggern die Anlage zu einem Schloss umgebaut. Der Herrensitz ist nach einem Stich von Michael Wening ein stattlicher dreigeschossiger Bau mit einem Steildach und einem Zwiebelturm auf der Südseite; ein weiterer Turm mit einer Glockenhaube befindet sich auf der Ostseite des Gebäudes, vermutlich der Zugang zu der Schlossanlage. Zur Vils hin war das Ensemble von einem Plankenzaun begrenzt, der dann zu einem einstöckigen Gebäude anschließt. Das Areal vor dem Schloss war mit Bäumen bestanden. Nach 1834 wurde das Schloss abgerissen.

### Kapelle St. Georg (Göttersdorf)
Zu dem Gebäude gehörte auch eine romanische Kapelle, die dem heiligen Georg geweiht ist. Diese Kapelle entging dem Abriss, ist heute aber nur mehr der Unterbau des Wohnhauses Schloßbergstraße 18 von Göttersdorf. Der Kapellenfußboden liegt 3 m unter dem Oberflächenniveau des Hügels; von außen führt eine Tür zu einer Empore, von der man zu dem Kapellenboden gelangen kann. Der zweijochige Kapellenraum ist mit einem Tonnengewölbe ausgestattet. Die halbrunde Apsis wird von dem Kapellenraum durch einen Gurtbogen getrennt. In der Kapelle gibt es auch eine (vermauerte) Treppe, die früher einmal hinauf in das Schloss führte. Das Patrozinium des heiligen Georg weist auf eine frühe Burganlage hin, das Schlossbenefizium St. Georg in Göttersdorf wird in den Matrikelbüchern der Diözese Passau erstmals im Jahr 1429 erwähnt. Seit 1837 ist das Gebäude mit der jetzt unterirdischen Kapelle in Privatbesitz; die Burgkapelle wurde im Jahr 1963 umfassend renoviert. Die Kapelle trug bereits früher ein Profanstockwerk. Auf ein profanes Obergeschoss zur Erbauungszeit deuten auch die Lage „an einem Edelsitz“ und die Tatsache hin, dass noch kurz nach der Zerstörung des Schlosses ein schmaler Laufgang in der Mauerstärke – von einer heute zugesetzten Türöffnung unter der Empore ausgehend – beschrieben wurde.

## Geschichte
1112 wird ein Gotefrid de Gottinesdorf als Zeuge in einer Urkunde genannt. 1096 wird er als ein Ministeriale der Grafen von Barnbach genannt. Um 1160 hat die „illustris domina Bertha von Gottinesdorf“ einen Freiherrn von Harbach geehelicht. Sie gab ihren Wohnsitz in Göttersdorf auf und von da an sind hier nur Pfleger erwähnt. Aber noch 1282 wird ein Ekkehardus de Gottendorf als Zeuge erwähnt. 1268 hat Kunigunde von Hals einen Konrad von Harbach geheiratet und so erbten die Grafen von Hals nach dem Aussterben der Harbacher 1282 Göttersdorf. Die Grafen von Hals sind 1375 von den Landgrafen von Leuchtenberg abgelöst worden. Im Salbuch des Landgrafen Johann des Älteren von Leuchtenberg aus dem Jahr 1395 wird Göttersdorf als Hofmark bezeichnet. 1399 erhielt die verwitwete Kunigunde von Leuchtenberg die Schlösser und Hofmarken Osterhofen, Haidenburg und Göttersdorf als Witwengut.
Von den Leuchtenbergern erwarb Georg von Aham durch seine Heirat mit Margaretha von Aham die Hofmark, von ihm kam sie an Georg von Fraunberg und nach dessen Tod an Ulrich Pusch. Es folgten 1493 Johann von Leublfing, Wolf Gabriel Pusch zu Vilsheim, Florentin Abtacker und nach dessen Tod für einige Zeit seine hinterlassene Witwe, eine geborene Stiberin. Von dieser kam Göttersdorf an die Herren von Lindten, denen im 16. und 17. Jahrhundert die Hofmark gehörte und die im nahe gelegenen Willing ihre Grablege hatten.
1666 übernahm Reichsgraf Veit Adam Fugger Göttersdorf. Unter den Göttersdorfer Fuggern erlebte Göttersdorf seine Glanzzeit, der Herrensitz wurde schrittweise ab 1681 erweitert und zu einem Schloss aus- und umgebaut. Unter dem letzten Fugger, Graf Moritz Gabriel, wurde Göttersdorf 1827 versteigert. Göttersdorf wurde dabei von der bayrischen Kurfürstenwitwe Maria Leopoldine von Österreich-Este erworben, die ihr Gut aber 1833 dem bayerischen Staat überließ. 1834 erfolgten die Zerschlagung und der Verkauf aller verwertbaren Teile der Hofmark an verschiedene Käufer. Das Schloss wurde abgebrochen, der Schlosshügel eingeebnet und in einen Acker umgewandelt.